# Karin Nordmeyer

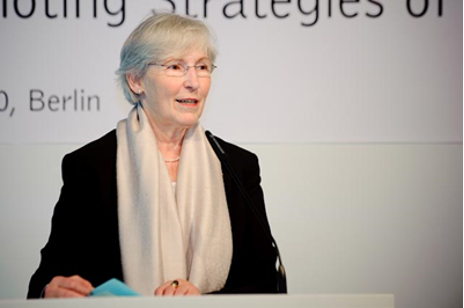
Karin Nordmeyer

Karin Nordmeyer (geb. Oppen; * 30. Juli 1941 in Willmannsdorf, Kreis Jauer, Niederschlesien) ist eine deutsche Menschenrechts- und Frauenrechtsaktivistin. Bis zum April 2021 war sie langjährige Vorsitzende des UN Women Nationales Komitee Deutschland e. V. (UN Women Deutschland). Seit 2016 ist sie Trägerin des Bundesverdienstkreuzes am Bande.

## Politisches Wirken
Von 1984 bis 1987 war Karin Nordmeyer Beisitzerin im Ausschuss für Kriegsdienstverweigerung in Freiburg. Als Kirchengemeinderätin in der Evangelischen Versöhnungsgemeinde Kirchzarten-Stegen kümmerte sie sich von 1986 bis 1995 um die kirchliche Arbeit in der Teilgemeinde St. Peter.
Karin Nordmeyer trat 1970 Zonta International als aktives Mitglied bei und hatte dort verschiedene Positionen inne. Zonta International (ZI) setzt sich weltweit für Frauenrechte und die politische, wirtschaftliche und berufliche Gleichstellung der Frau ein. Als Nicht-Regierungsorganisation hat ZI allgemeinen konsultativen Status beim Wirtschafts- und Sozialrat der Vereinten Nationen (ECOSOC). Von 2000 bis 2002 bekleidete sie das Amt der Governor für den District 30. Von 2004 bis 2006 war sie Mitglied im International Nominating Committee, und von 2006 bis 2008 als Director Mitglied im internationalen Vorstand. Zwischen 1992 und 2016 fungierte sie als Repräsentantin für Zonta International gegenüber dem Europarat als Expertin für Genderpolitik und leitete für mehr als 10 Jahre das international besetzte Council of Europe Committee.
International war sie als Sprecherin für die Konferenz der Internationalen Nichtregierungsorganisationen, an der Ausarbeitung der Formulierungen der Konvention des Europarates zur Bekämpfung des Menschenhandels sowie dem Übereinkommen des Europarats zur Verhütung und Bekämpfung von Gewalt gegen Frauen und häuslicher Gewalt („Istanbul Konvention“) beteiligt.
Karin Nordmeyer wurde 2004 zur Vorsitzenden des Deutschen Komitees für den Entwicklungsfonds der Vereinten Nationen für die Frau (UNIFEM) gewählt. 2011 wurde UNIFEM mit drei anderen Frauenorganisationen der Vereinten Nationen zu der Einheit UN Women zusammengefasst. Karin Nordmeyer begleitete als Vorsitzende den Übergang des Deutschen Komitees für UNIFEM zum Nationalen Komitee UN Women Deutschland e. V. (UN Women Deutschland) und kümmerte sich frühzeitig darum, dass das deutsche Komitee als Nicht-Regierungsorganisation (NRO) bei den Vereinten Nationen einen konsultativen Status im Wirtschafts- und Sozialrat (ECOSOC) erhält. Seit 2011 fördert das Bundesministerium für Familie, Senioren, Frauen und Jugend Projekte des Komitees, um internationale und nationale Gleichstellungsthemen zu vernetzen. Als Vorsitzende von UN Women Deutschland vertrat Karin Nordmeyer den Verein in deutschen und internationalen Gremien zu Menschen- und Frauenrechten. Durch ihre Arbeit für die Frauenrechtslage in der Balkanregion und in vielen osteuropäischen Ländern wurde sie zur Expertin für die Resolution 1325 des UN-Sicherheitsrates zu Frauen, Frieden und Sicherheit. Sie wurde in den Beirat der Bundesregierung für Zivile Krisenprävention und in das Beratungsgremium der Zivilgesellschaft der NATO zu Frauen, Frieden und Sicherheit berufen.
2019 wurde Karin Nordmeyer in das Präsidium der Deutschen Gesellschaft für die Vereinten Nationen gewählt. Für ihr mehr als 50-jähriges ehrenamtliches Engagement für die Gleichstellung der Geschlechter und die Förderung von Frauenrechten wurde Karin Nordmeyer 2016 das Bundesverdienstkreuz am Bande verliehen.

## Beruflicher Werdegang
Karin Nordmeyer studierte ab 1962 Violine und Viola sowie Künstlerisches Lehramt an Gymnasien an der Nordwestdeutschen Musikakademie Detmold, Staatliche Hochschule für Musik. Nach dem ersten Staatsexamen 1965 für das Lehramt im Hauptfach Musik setzte sie ihre künstlerischen Studien im Fach Viola in der Meisterklasse von Ulrich Koch an der Staatlichen Hochschule für Musik Freiburg fort. Parallel dazu studierte sie an der Universität Freiburg Musikwissenschaft. Dieses Studium beendete sie 1970 an der Universität Tübingen mit dem ersten Staatsexamen für das Lehramt im wissenschaftlichen Beifach. Die anschließende Referendarzeit am Studienseminar Tübingen schloss sie 1971 mit dem zweiten Staatsexamen für das künstlerische Lehramt an Gymnasien ab. Karin Nordmeyer unterrichtete bis 2000, ab 1974 als Oberstudienrätin, Musik an Gymnasien in Freiburg.

## Privates Leben
Karin Nordmeyer verbrachte ihre frühe Kindheit auf dem elterlichen Gut Willmannsdorf, Kreis Jauer in Niederschlesien. Nach Flucht und Vertreibung wuchs sie in Göttingen auf, wo sie 1961 ihr Abitur machte. Seit 1975 lebt sie im Umland von Freiburg im Breisgau. Sie ist verheiratet und hat drei Kinder und acht Enkelkinder.